# Forte (tabacco)

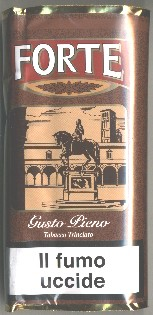
Busta

Forte è un trinciato in busta da 40 grammi , cioè un tabacco da pipa prodotto attualmente da Manifatture Sigaro Toscano SPA , sin dal 2006 , mentre in precedenza era prodotto dalla BAT Italia . 

## Descrizione
È un trinciato, cioè una miscela completamente naturale (non contiene aromatizzanti) fatta esclusivamente di foglie di Kentucky italiano provenienti dal Beneventano, dalla Valdichiana e dalla ValTiberina e di tabacco Recon (ovvero tabacco costituito da scarti di lavorazione, tipo le costole che altrimenti non sarebbero utilizzabili) polverizzati ed omogeneizzati ai quali viene aggiunto un agglomerante ed il tutto viene successivamente ridotto in fogli di spessore ridottissimo.
L'aspetto del Forte è decisamente scuro. Tuttavia il taglio del tabacco (proveniente da foglie apicali della pianta che vengono essiccate, affumicate e poi fermentate in vasche d'acqua e infine essiccate nuovamente,  è fine e filamentoso . 

All'apertura della busta rivela odore di cuoio,di terra boschiva e di stallatico. All 'accensione sprigiona note di noce, di fieno essiccato e legno stagionato con una leggera nota finale di pepe nero .

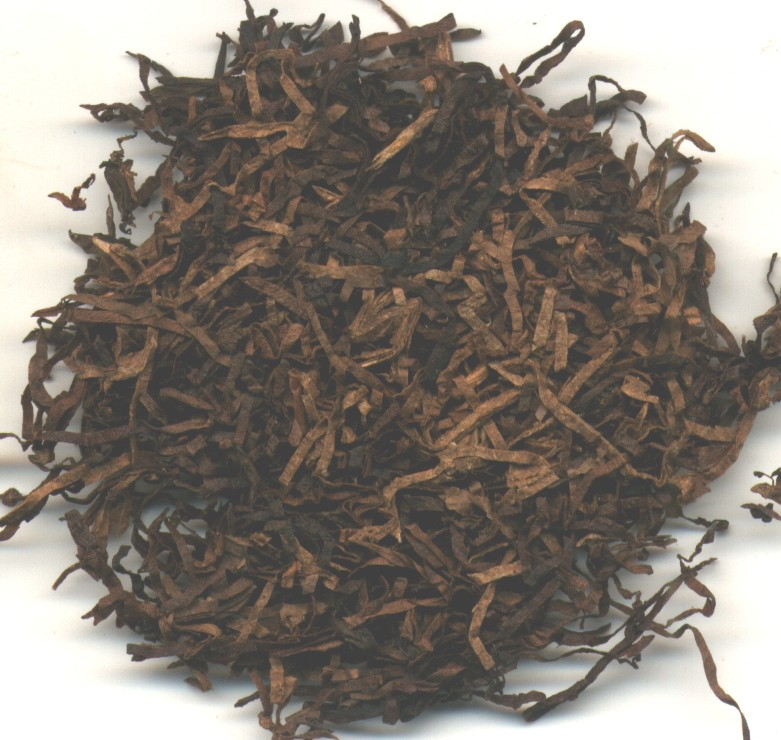
Tabacco Forte sciolto

L’accensione non si presenta complessa e la conduzione della fumata è piuttosto semplice grazie alle ottime caratteristiche di combustione.Il corpo e la intensità della nicotina sprigionati durante la fumata sono decisamente pieni e forti, ma nel contempo equilibrati. Non adatto ai principianti della pipa, è tuttavia il tabacco ideale per irrobustire miscele composte da Virginia, Burley e Latakia orientale .